# Carlos Clos Gómez
Carlos Clos Gómez (født 30. juni 1972) er en spansk fodbolddommer fra Zaragoza. Han har dømt internationalt under det internationale fodboldforbund FIFA siden 2009, hvor han er indrangeret som Category 2-dommer, der er det tredjehøjeste niveau for internationale dommere.

## Kampe med danske hold
- Den 27. juli 2011: Kvalifikation til Champions League: OB – Panathinaikos 1-1.